# بوبي روسو
بوبي روسو هو لاعب هوكي الجليد كندي، ولد في 26 يوليو 1940 في مونتريال في كندا.

## وصلات خارجية
- بوبي روسو على موقع دوري الهوكي الوطني (الإنجليزية)
- بوبي روسو على موقع EliteProspects.com (الإنجليزية)
- بوبي روسو على موقع HockeyDB.com (الإنجليزية)
- بوبي روسو على موقع Hockey-Reference.com (الإنجليزية)
- بوبي روسو على موقع أوليمبيديا (الإنجليزية)
- بوبي روسو على موقع قاعة كيبيك للمشاهير الرياضية (الفرنسية)